# Відслонення Могилівської світи
Відсло́нення Могилі́вської сві́ти — геологічна пам'ятка природи загальнодержавного значення. Розташована в межах Могилів-Подільського району Вінницької області, на схід від села Немія, неподалік від північно-західної околиці міста Могилів-Подільський.
Площа 0,5 га. Створений у 1984 р.
Охороняються місце виходів (відслонення гірських порід) протерозойських відкладів у долині річки Немії, що є рідкісним стратотипним розрізом могилівської світи.
Опис відслонення (знизу догори):
- граніти червоні біотитові крупнозернисті, рідше мігматити - 3-5 м;
- кора вивітрювання каолініто-гідрослюдиста рожева нерівномірно ущільнена - 0,3-0,7 м;
- ломозівські верстви: тонкозернисті пісковики, сірі алевроліти косошаруваті, горизонтально-тонкошаруваті - 2,0 м;
- ямпільські верстви: пісковики сірі, польльовошпатово-кварцові - 3,0 м.

Стан пам'ятки задовільний. Пам'ятка має наукову цінність.